# You Can’t Do That on Stage Anymore Vol. 1
A You Can't Do That on Stage Anymore, Vol. 1 című dupla CD Frank Zappa koncertfelvételekből összeállított hatrészes sorozatának első darabja, 1988-ban jelent meg. Az egyes részek folytatólagosan, egymás után jelentek meg, de az 5. és 6. rész kiadásakor a CD-k tárolására alkalmas díszdobozt is kiadtak.

## A sorozatról
Frank Zappa fülszövege – kisebb eltérésektől eltekintve mind a hat részben ez olvasható:
ÁLTALÁNOS INFORMÁCIÓK
Ennek a sorozatnak az összeállítása több mint 20 évet vett igénybe. A gyűjtemény eddig meg nem jelent, utólagos korrekciót nem tartalmazó élő anyagokból ad széles válogatást a legkorábbiaktól (kétsávos analóg) a legfrissebb, az 1988-as big-band turnén készült (48 sávos digitális) felvételekig.
Nagy figyelmet fordítottunk a lehető legjobb hangminőség biztosítására, és ugyan az eredeti Mothers of Invention korai felvételei “hi-fi”-nek éppen nem nevezhetők, azoknak a kedvéért illesztettük őket mégis ide, akik még mindig abban a hiszemben élnek, hogy az egyedüli “jó" felvételek ettől a zenekartól származnak. Néhány későbbi felállással való összehasonlítás végre pontot tehet ennek a különös fantazmagóriának a végére.
EZ AZ ÖSSZEÁLLÍTÁS NEM KRONOLOGIKUS.
Bármely év bármely zenekarának játéka összefolyhat (és gyakran össze is folyik) bármely másik év bármely másik zenekarának játékával – néha egy dal közepén.
A kiválasztott dalok válaszok lehetnek a következő hipotetikus kérdésekre:
1.  Ez-e a legjobb felvétele ENNEK A DALNAK - ETTŐL A ZENEKARTÓL?
2.  Van-e az előadásnak bármilyen “folklorisztikus” jelentősége?
3.  Ez az adott dal első felvétele-e?
4.  A darab egy rögtönzött alkalom egyszeri és megismételhetetlen felvétele-e?
5.  Van-e benne egy jó szóló?
6.  Ad-e “koncepciófolytonossági kulcsot” a teljes lemezgyűjteménnyel rendelkező keményvonalas rajongóknak?
7.  Segíti-e a dal az album stilisztikai felépülését kontraszt vagy feloldás révén?
8.  Van-e az előadásról film- vagy videó-felvétel?

Reméljük, a “YOU CAN’T DO THAT ON STAGE ANYMORE” elnyeri tetszését és adandó alkalommal időt tud szakítani a teljes kollekció mind a 13 órájának meghallgatására.
A “YOU CAN’T DO THAT ON STAGE ANYMORE” sorozatot a rajta játszó zenészeknek és az őket 25 éve elfogadó hallgatóságnak ajánlom.
Köszönöm.

## A lemezről
A dupla CD a YCDTOSA sorozat első darabja, a piaci reakciók kipuhatolására ezt megelőzte egy You Can't Do That On Stage Anymore – Sampler című dupla (bakelit) nagylemez, a későbbi kiadványok anyagából vegyesen összeállítva. A sorozat megjelenése egybeesett a CD-korszak kezdetével, így a későbbi darabok más mind CD-n láttak napvilágot.
Talán az egész sorozat legheterogénabb, legtágabb időintervallumot átfogó összeállítása: a dalok 1969 és 1984 közötti időszakból származnak. Érdekes keret ugyanakkor, hogy a lemez nyitó- és zárószáma is a Sofa: a kezdet az 1971-es verzió (egy nagyobb "szwit" részlete), a zárótétel pedig 1982-ből származik Steve Vai játékával.

## A lemezen hallható dalok
Minden darabot Frank Zappa írt, hacsak másképp nincs feltüntetve.

### Első lemez
1. The Florida Airport Tape (Kaylan, Volman, Zappa) – 1:03
2. Once Upon a Time – 4:37
3. Sofa #1 – 2:53
4. The Mammy Anthem – 5:41
5. You Didn't Try to Call Me – 3:39
6. Diseases of the Band – 2:22
7. Tryin' to Grow a Chin – 3:44
8. Let's Make the Water Turn Black/Harry, You're a Beast/The Orange County Lumber Truck – 3:27
9. The Groupie Routine – 5:41
10. Ruthie-Ruthie (Berry, Brock) – 2:57
11. Babbette – 3:35
12. I'm the Slime – 3:13
13. Big Swifty – 8:46
14. Don't Eat the Yellow Snow Suite – 20:16

### Második lemez
1. Plastic People (Berry, Zappa) – 4:38
2. The Torture Never Stops – 15:48
3. Fine Girl – 2:55
4. Zomby Woof – 5:39
5. Sweet Leilani (Owens) – 2:39
6. Oh No – 4:34
7. Be in My Video – 3:29
8. The Deathless Horsie – 5:29
9. The Dangerous Kitchen – 1:49
10. Dumb All Over – 4:20
11. Heavenly Bank Account – 4:05
12. Suicide Chump – 4:55
13. Tell Me You Love Me – 2:09
14. Sofa #2 – 3:00

## Zenészek

### 1969 február
- Frank Zappa – gitár, ének
- Ray Collins – gitár, ének
- Lowell George – gitár, ének
- Ian Underwood – altszaxofon, billentyűs hangszerek
- Motorhead Sherwood – baritonszaxofon
- Bunk Gardner – tenorszaxofon, trombita
- Roy Estrada – basszusgitár, ének
- Don Preston – billentyűs hangszerek
- Art Tripp – dobok
- Jimmy Carl Black – dobok, ütőhangszerek

### 1971 június
- Frank Zappa – gitár, ének
- Mark Volman – ének
- Howard Kaylan – ének
- Ian Underwood – altszaxofon, billentyűs hangszerek
- Jim Pons – basszusgitár, ének
- George Duke – billentyűs hangszerek, ének
- Aynsley Dunbar – dobok

### 1971 július – december
- Frank Zappa – gitár, ének
- Mark Volman – ének
- Howard Kaylan – ének
- Ian Underwood – altszaxofon, billentyűs hangszerek
- Jim Pons – basszusgitár, ének
- Don Preston – billentyűs hangszerek
- Aynsley Dunbar – dobok

### 1973 december
- Frank Zappa – gitár, ének
- Napoleon Murphy Brock – szaxofon, ének
- George Duke – billentyűs hangszerek, ének
- Tom Fowler – basszusgitár
- Ruth Underwood – billentyűs hangszerek, ütőhangszerek
- Bruce Fowler – harsona
- Walt Fowler – trombita
- Ralph Humphrey – dobok
- Chester Thompson – dobok

### 1974
- Frank Zappa – gitár, ének
- Tom Fowler – basszusgitár
- Ruth Underwood – billentyűs hangszerek, ütőhangszerek
- Napoleon Murphy Brock – szaxofon, ének
- Chester Thompson – dobok
- George Duke – billentyűs hangszerek, ének

### 1977
- Frank Zappa – gitár, ének
- Adrian Belew – gitár, ének
- Patrick O'Hearn – basszusgitár
- Peter Wolf – billentyűs hangszerek
- Tommy Mars – billentyűs hangszerek, ének
- Ed Mann – ütőhangszerek
- Terry Bozzio – dobok

### 1979
- Frank Zappa – gitár, ének
- Ike Willis – gitár, ének;
- Warren Cuccurullo – gitár
- Denny Walley – slide gitár, ének
- Arthur Barrow – billentyűs hangszerek, basszusgitár
- Peter Wolf – billentyűs hangszerek
- Tommy Mars – billentyűs hangszerek, ének
- Ed Mann – ütőhangszerek
- Vinnie Colaiuta – dobok

### 1980 tavasz
- Frank Zappa – gitár, ének
- Ike Willis – gitár, ének
- Ray White – gitár, ének
- Arthur Barrow – billentyűs hangszerek, basszusgitár
- Tommy Mars – billentyűs hangszerek, ének
- David Logerman – dobok

### 1981-82
- Frank Zappa – gitár, ének
- Ray White – gitár, ének
- Steve Vai – gitár
- Scott Thunes – basszusgitár,
- Tommy Mars – billentyűs hangszerek, ének
- Bobby Martin – billentyűs hangszerek, ének, szaxofon
- Chad Wackerman – dobok

### 1984
- Frank Zappa – gitár, ének
- Ike Willis – gitár, ének
- Ray White – gitár, ének
- Allan Zavod – billentyűs hangszerek
- Bobby Martin – billentyűs hangszerek, ének, szaxofon
- Scott Thunes – basszusgitár
- Chad Wackerman – dobok

## Külső hivatkozások
- Szövegek és információk – az Information Is Not Knowledge honlapról
- A megjelenés részletei – a Zappa Patio honlapról
- a YCDTOSA akták – kritika a sorozat egyes darabjairól (magyarra fordítva)